# Xi Bootis
Xi Bootis (ξ Bootis, förkortad Xi Boo, ξ Boo), som är stjärnans Bayer-beteckning, är en dubbelstjärna i sydöstra delen av stjärnbilden Björnvaktaren. Den har en kombinerad skenbar magnitud av 4,70 och är synlig för blotta ögat där ljusföroreningar ej förekommer.  Baserat på parallaxmätning inom Hipparcosuppdraget på ca 149,0 mas, beräknas den befinna sig på ett avstånd av ca 22 ljusår (6,7 parsek) från solen.

## Egenskaper
Primärstjärnan Xi Bootis A är en gul till orange stjärna i huvudserien av spektralklass G8 Ve. Den har en massa som är omkring 90 procent av solens massa, en radie som är omkring 80 procent av solens radie och avger ca 60 procent av solens energiflöde från dess fotosfär vid en effektiv temperatur på ca 5 600 K. Baserat på observationer av infraröd strålning har stjärnan identifierats som en kandidat till att ha ett Kuiper-liknande bälte. Den uppskattade minsta massan hos denna stoftskiva är 2,4 gånger massan av jordens måne. (Jämför värdet av 8,2 månmassor för Kuiperbältet.)
Xi Bootis A är en BY Draconis-variabel med en skenbar magnitud som varierar från +4,52 till +4,67 med en period av strax över 10 dygn. Följeslagaren är en stjärna av spektraltyp K, med bara 66 procent av solens massa och 61 procent av solens radie. Paret följer en bred, mycket elliptisk bana runt sitt gemensamma barycenter och har en omloppsperiod av 151,5 år.